# 谢墉
謝墉（1719年—1795年），字崑城，號金圃、豐甫、東墅，浙江嘉興府嘉善縣楓涇人，清朝政治人物。

## 生平
乾隆十六年（1751年）乾隆帝南巡，謝墉以優貢生召試，欽賜舉人，授內閣中書，十七年（1752年）壬申恩科二甲第二十八名進士。選翰林院庶吉士，十九年（1754年）散館授編修，二十四年（1759年）南書房行走，二十五年（1760年）任順天鄉試同考官，二十六年（1761年）任會試同考官，二十八年（1763年）充日講起居注官，三十年（1765年）升侍讀學士，三十二年（1767年）丁父憂，服闋，三十五年（1770年）升內閣學士，三十八年（1773年）升工部左侍郎，三十九年（1774年）任江蘇學政，提拔汪中等人。汪中討厭炮聲，每來謁見，謝墉必囑炮手待其走遠再放炮。四十三年（1778年）改禮部左侍郎，四十四年（1779年）任江南鄉試正考官，四十六年（1781年）任會試正考官，四十七年（1782年）改吏部左侍郎，六十年（1795年）致仕歸里，同年病卒，享年七十七歲。

## 著作
著有《安雅堂詩文集》、《食味雜詠》、《聽鐘山房集》等。

## 家族
父謝永煇。兄謝垣。有五子：謝昌鑒、謝恭銘、謝揚鎮、謝應鏘及謝慶鐘。還有二女。

## 延伸阅读
[在维基数据编辑]
 《清史稿/卷305》，出自趙爾巽《清史稿》